# Arsène Alancourt
Arsène Alancourt   (16è districte de París, 29 de febrer de 1892 - Clichy, 20 d'abril de 1965) va ser un ciclista francès que fou professional entre 1922 i 1928. En el seu palmarès destaca una etapa al Tour de França de 1924. Posteriorment va dirigir els equips de l'Île-de-France al Tour de França de 1947 i del Centre-Sud-Ouest al Tour de França de 1948.

## Palmarès
- 1912
  -  Campió de França en ruta amateur[2]
- 1913
  - 1r a la París-Dieppe
- 1923
  - 4t a la París-Brussel·les
- 1924
  - Vencedor d'una etapa al Tour de França
- 1926
  - 6è al Gran Premi Wolber
- 1927
  - 1r a la París-Vichy
  - 1r a la París-Contres
  - 1r al Gran Premi Wolber, formant part de l'equip Alleluia[3]

### Resultats al Tour de França
- 1922. 13è de la classificació general
- 1923. 5è de la classificació general
- 1924. 7è de la classificació general. Vencedor d'una etapa
- 1926. Abandona (13a etapa)
- 1927. Abandona (9a etapa)
- 1928. Abandona (9a etapa)